# 唐丹
唐丹（1990年1月27日—），安徽巢湖人，中國象棋棋手。

## 生平
唐丹出生於安徽巢湖，小時候隨同父母遷到北京居住。2000年，10歲的她開始習棋；至14歲已入選北京象棋隊。2007年，奪得首個全国个人赛冠軍，成为「女子特级大师」；翌年更奪得世界智力運動會团体冠军。

## 主要獎項
- 2006年：宁波「交通建设杯」象棋大师冠军赛 女子组亚军
- 2007年：北京第二届「狗不理杯」象棋特奖赛 亚军
- 2007年：呼和浩特「伊泰杯」全国象棋锦标赛冠军
- 2007年：承德首届「来群杯」全国象棋名人战 季军
- 2008年：云南首届「郑和杯」全国象棋女子特级大师赛 冠军
- 2008年：首届世界智力运动会女子象棋 团体赛冠军
- 2009年：「浩坤杯」全国象棋个人赛 女子组亚军
- 2009年：首届「狗不理表彰杯」象棋大奖赛 季军
- 2009年：天津「平安杯」京津冀晋象棋名手赛 第四名
- 2009年：全国智力运动会 象棋女子专业组 个人冠军
- 2010年：廣州亞洲運動會 象棋女子個人賽 金牌[2]
- 2021年：上海杯象棋大師公開賽 女子組 冠軍